# (100032) 1991 GU6
(100032) 1991 GU6 es un asteroide perteneciente al cinturón de asteroides, descubierto el 8 de abril de 1991 por Eric Walter Elst desde el Observatorio de La Silla, Chile.